# Димитрий (Ярема)
Димитрий (в миру Влади́мир Васи́льевич Яре́ма; 9 декабря 1915, село Глидно, Цислейтания, Австро-Венгрия (ныне юго-восточная Польша) — 25 февраля 2000, Львов) — предстоятель канонически непризнанной Украинской автокефальной православной церкви с титулом «Патриарх Киевский и всея Украины».

## Биография
Родился 9 декабря 1915 года в селе Глидно Березовского повята на Сянщине (сейчас Кросненский повят, Подкарпатское воеводство, Польша). С детства прислуживал в греко-католическом храме и пел в церковном хоре.
В 1931—1938 годы жил во Львове. Получал художественное образование у живописца Павла Ковжуна во Львове. Также изучал теорию музыки, сольфеджио, дирижирование, управлял церковными хорами.
У 1938—1939 году находился на военной службе в польской армии. В начале Второй мировой войны принимал участие в польско-немецких боях, попал в немецкий плен.
После освобождения из плена вступил в Организацию Украинских Националистов.
В 1942—1944 годы обучался во Львовской искусственно-промышленной школе под руководством Михаила Осинчука. Финансировал обучение Владимира Яремы в художественной школе греко-католический митрополит Львовский Андрей (Шептицкий).
В 1944 году получил благословение митрополита Андрея Шептицкого на поступление в униатскую духовную семинарию, однако осуществлению этого намерения воспрепятствовала его мобилизация в Красную армию.
С апреля 1945 года — на военной службе в Советской армии. Демобилизовавшись, некоторое время работал во Львовском Национальном музее.

### В Русской православной церкви
После Львовского собора 1946 года переходит в православие. Изъявил желание принять священный сан в Русской Православной Церкви.
10 августа 1947 года архиепископом Львовским Макарием (Оксиюком) был рукоположён в сан священника.
В 1947—1958 годах служил в сельских приходах Галичины: с 1947 по 1950 год в селе Подгорцы, с 1950 по 1953 год в селе Щирец, с 1953 по 1958 год в Каменке-Бугской.
В 1958 году был переведен во Львов, где служил в Андреевской (1958—1960), Пятницкой (1960—1965), Преображенской (1965—1969) церквях.
Заочно обучался в Ленинградской духовной академии, но был отчислен за националистические убеждения.
С 1969 года — настоятель церкви Петра и Павла во Львове.
16—18 мая 1981 года был участником прошедшего во Львове празднование 35-летия воссоединения Греко-Католической Церкви с Русской Православной Церковью. В своём слове он обратился к истории Львовского Собора 1946 года и, объясняя воскресное Евангельское чтение (Неделя о расслабленном), сравнил положение верующих во время унии с несчастным расслабленным больным, который долгое время лежал у Силоамской купели и которого исцелил Христос. «Нас тоже оздоровил Всемилостивый Господь, — сказал проповедник,— и мы с благодарностью должны быть с Ним, ибо Он — Глава Церкви Своей».
11 февраля 1989 года написал письмо митрополиту Филарету (Денисенко) с требованием «позаботиться о реабилитации автокефальной церкви и греко-католиков». Не получив ответа, написал 27 февраля написал второе письмо и также не получил ответа. Тогда отправил письмо с уведомлением о вручении. Вскоре после этого Филарет заявил: «Никаких автокефалов и греко-католиков у нас нет, и нечего о них говорить».

### В расколе
За прораскольнические высказывания был привлечён к духовному суду своим правящим архиереем Никодимом (Руснаком).
Не дожидаясь осуждения, 19 августа 1989 года вместе с Иоанном Пашулей провозгласил выход Петропавловского прихода города Львова из-под юрисдикции Московского патриархата. Это был первый случай уклонения в автокефалистский раскол украинского православного прихода, что послужило примером для многих других приходских общин.
Как вспоминал позднее, «Постепенно нас собралось около 800 парафий, и мы начали искать епископа. Обратились и в США, и в Царьград. Из США нам пришел ответ: Мстислав берет нас под свою опеку».
Был активным участником проведения собора 6 июня 1990 года, на котором принят устав УАПЦ и избран её патриарх — Мстислав.
25—26 июня 1992 года был участником самочинного собора в Киеве, созванного Филаретом (Денисенко) при активной поддержке властей, который провозгласил объединение части клира и мирян, вышедших из канонической УПЦ, и УАПЦ. Позднее вспоминал об этом: «В принципе, это был даже не собор, а я вообще не знаю, как это можно назвать. Мне позвонили и попросили приехать в Киев. О том, что готовится собор, никто не сказал ни слова. Об уровне организации можно судить хотя бы по тому, что Львовскую епархию представлял я один, Тернопольскую — двое, а из Ивано-Франковска вообще никого не было! <…> Ведь фактически на том соборе всем заправляли Червоний, Скорик и иже с ними. А как себя вели! Скорик кричала на меня: „Сядь, замолчи!“».
Будучи изначально негативно настроен по отношению к Филарету (Денисенко), группировал вокруг себя оппозиционных Филарету лиц. Около 500 львовских приходов (30 % от общего числа Киевского Патриархата) примкнули к Петру (Петрусю) и Владимиру Яреме, признавая одного лишь Мстислава (Скрыпника) как «патриарха», но не Филарета в качестве его «заместителя» и настаивая на старом самоназвании церкви «УАПЦ». Фактически уже весной 1993 года на Украине оформились две альтернативные православные конфессии. Причем обе формально возглавлял патриарх Мстислав (Скрипник), и в обеих в реальности всеми делами заправляли совершенно другие лица.
Окончательное размежевание УАПЦ и УПЦ КП произошло после смерти Мстислава (Скрипника), которая последовала в Канаде 11 июня 1993 года.
24 августа 1993 года по решению епископата принял монашеский постриг с именем Димитрий. Одновременно постриг приняла и его супруга Юлия.
5 сентября 1993 года в Свято-Борисоглебском храме Киева рукоположен во епископа Переяславского и Сичеславского. Его хиротонию совершили: архиепископ Львовский Петр (Петрусь), епископ Белоцерковский и Уманский Михаил (Дуткевич), епископ Луцкий и Волынский Феоктист (Пересада), епископ Харьковский и Полтавский Игорь (Исиченко).
7 сентября 1993 года Второй поместный собор избрал его патриархом Киевским и всей Украины (УАПЦ). 14 октября 1993 года в церкви Спаса на Берестове состоялась патриаршая интронизация.
Будучи главой УАПЦ, посетил все её епархии на Украине, а также США и Польшу. Охотно проповедовал в разных общественных средах. Проявлял постоянную заботу о межцерковных отношениях и создании единой Поместной Церкви на Украине. Постоянно заботился о развитии церковного искусства на основах национальной традиции, о воцерковления украинской молодёжи и интеллигенции.
Автор книги «Удивительный мир икон» (1994), статей на богословскую тематику и по истории иконописи. Лауреат премии имени Свенцицких за научную работу в отрасли искусствоведения.
Печатные труды связаны с проблемами общественного служения Церкви (послания к христианам Украины «На пороге 2000 года», цикл посланий «Разговоры о страшном настоящем», статьи в газетах «Наша вера», «Успенская башня»), историей иконописи на Украине. Подготовил и подал в печать двухтомную монографию по истории иконописи.
1 декабря 1999 года составил своё завещание, в котором предостерегал УАПЦ от выбора новых патриархов и настоятельно рекомендовал включить УАПЦ в состав «Украинской Православной Церкви в США», пребывающей в составе Константинопольского Патриархата и продолжить труд над созданием единой Поместной Украинской Православной Церкви в каноническом единстве с Константинопольским Патриархом.
Скончался 25 февраля 2000 года, похоронен рядом со стенами родной Петропавловской церкви во Львове, где он прослужил более четверти века.

## Увековечение памяти
Решением исполнительного комитета Львовского городского совета от 29 сентября 2022 года улицу Чехова во Львове переименовано на ул. Патриарха Димитрия Яремы.